# BMR
BMR (испанск. de Blindado Medio sobre Ruedas), также известный как BMR-600 — испанский колёсный бронетранспортёр 1970-х годов. Разработан в первой половине 1970-х годов фирмой Pegaso, г. Санта-Барбара. Серийно производился с 1979 года, всего было выпущено около 1500 машин этого типа, как в базовой версии бронетранспортёра, так и в ряде специализированных вариантов. Является одним из основных бронетранспортёров сухопутных войск Испании, также поставлялся на экспорт в ряд других стран.
В рамках программы модернизации BMR 2 двигатель Pegaso заменён на двигатель Scania DS9 61A мощностью 310 л.с. На машинах также установлена дополнительная пассивная броня. Модернизированный вариант получил наименование BMR M1. Стоимость BMR-600M1 248 500 евро.

## На вооружении
- Египет - 250 единиц BMR-600P на 2016 год [1]
- Испания — 320 BMR-600/BMR-600M1 на вооружении на 2024 год[2]
- Перу — 20 BMR-600, по состоянию на 2016 год (16 в ВС и 4 Полиции Перу) [3]
- Саудовская Аравия — 140 BMR-600P на 2016 год [4]